# Jack Gleeson
Jack Gleeson (Cork, 20 de maig de 1992) és un actor irlandès conegut sobretot pel seu paper de Joffrey Baratheon en la sèrie de l'HBO Game of Thrones.

## Carrera professional
Gleeson va començar a actuar amb set anys al teatre independent Workshop. Va fer els seus primers papers en aparicions minoritàries a Batman Begins (2005), Shrooms (2007) i A Shine of Rainbows (2009). El 2010 va aparèixer en el paper protagonista a All Good Children d'Alicia Duffy.
Va fer-se famós per aparèixer en la sèrie d'HBO Game of Thrones en el paper del príncep Joffrey Baratheon. Gleeson actualment és estudiant del Trinity College de Dublín i membre de DU Players. Ha confirmat la seva intenció de continuar la seva carrera acadèmica tot i dedicar-se professionalment a l'actuació un cop acabi a Joc de Trons.

## Filmografia
| Any       | Títol                  | Paper             | Notes                            |
| --------- | ---------------------- | ----------------- | -------------------------------- |
| 2002      | Reign of Fire          | Nen               |                                  |
| 2002      | Moving Day             | Jack              | Curtmetratge                     |
| 2003      | Fishtale               | Nen               | Curtmetratge                     |
| 2004      | Tom Waits Made Me Cry' | Jove Vincent      | Curtmetratge                     |
| 2005      | Batman Begins          | Nen petit         |                                  |
| 2007      | Shrooms                | Bessó             |                                  |
| 2006-08   | Killinaskully          | Pa Connors Jr.    | Sèrie de televisió, 4 capítols   |
| 2009      | A Shine of Rainbows    | Seamus            |                                  |
| 2010      | All Good Children      | Dara              |                                  |
| 2012      | Chat                   | Adam              | Curtmetratge                     |
| 2011-2014 | Game of Thrones        | Joffrey Baratheon | Sèrie de televisió (26 episodis) |